# Mira Loma
Mira Loma ist ein Stadtteil von Jurupa Valley im Riverside County im US-Bundesstaat Kalifornien. Der ehemalige Census-designated place wurde zum 1. Juli 2011 eingemeindet. Im Jahr 2010 wurden 21.930 Einwohner gezählt.
Bis zum 1. November 1930 trug der Ort den Namen Wineville. Der Name wurde aufgrund der negativen Schlagzeilen wegen der Wineville Chicken Morde geändert, nachdem der dort wohnhafte Gordon Stewart Northcott überführt wurde, mit Hilfe seiner Mutter mehrere kleine Jungen entführt, missbraucht, gefoltert und ermordet zu haben, und dafür später gehängt wurde. In seinem Film Changeling (Der fremde Sohn) thematisierte Clint Eastwood einen Teil der Geschehnisse, in dem er sich auf die Geschichte eines der (möglichen, letztlich nie gefundenen) Opfer, den neunjährigen Walter Collins und seine Mutter Christine, konzentrierte.
Am 1. Juli 2011 wurde Mira Loma mit Glen Avon, Pedley, Rubidoux und Sunnyslope zur Stadt Jurupa Valley zusammengelegt.

## Politik
Mira Loma war Teil des 31. Distrikts im Senat von Kalifornien, der momentan vom Demokraten Richard Roth vertreten wird, und dem 66. Distrikt der California State Assembly, vertreten vom Demokraten Al Muratsuchi. Des Weiteren gehörte Mira Loma Kaliforniens 44. Kongresswahlbezirk an, der einen Cook Partisan Voting Index von D+29 hat und von der Demokratin Janice Hahn vertreten wird.